# Anadia steyeri
Anadia steyeri là một loài thằn lằn trong họ Gymnophthalmidae. Loài này được Nieden mô tả khoa học đầu tiên năm 1914.